# Clásica San Sebastián femenina 2021
La 2.ª edición de la Clásica San Sebastián femenina se celebró el 31 de julio de 2021 sobre un recorrido de 139,8 km con inicio y final en la ciudad de San Sebastián en España.
La carrera hizo parte del UCI WorldTour Femenino 2021 como competencia de categoría 1.WWT del calendario ciclístico de máximo nivel mundial y fue ganada por la ciclista neerlandesa Annemiek van Vleuten del equipo Movistar. El podio lo completaron la estadounidense Ruth Winder del equipo Trek-Segafredo y la italiana Tatiana Guderzo del equipo Alé BTC Ljubljana.

## Equipos
Tomaron la salida un total de 18 equipos, de los cuales 6 equipos fueron equipos de categoría UCI WorldTeam Femenino, 11 equipos de categoría UCI Continental Team Femenino y un equipo del Centro Mundial de Ciclismo de la UCI, quienes conformaron un pelotón de 102 ciclistas de las cuales terminaron 48. Los equipos participantes fueron:
| translation for headoftableIII_translate index 58 not found (6)- Alé BTC Ljubljana - Team BikeExchange - FDJ-Nouvelle Aquitaine-Futuroscope - Liv Racing - Movistar Team - Trek-Segafredo UCI Women's continental teams (2)- Bizkaia-Durango - Ceratizit-WNT Pro Cycling Equipo regional y de club- World Cycling Centre Unknown team category (9)- A.R. Monex - Eneicat-RBH Global-Martin Villa - Farto-BTC - Laboral Kutxa-Fundacion Euskadi - Massi Tactic - Río Miera-Cantabria Deporte - Sopela - Top Girls Fassa Bortolo - Valcar-Travel & Service |
| |

## Clasificaciones finales
Las clasificaciones finalizaron de la siguiente forma:

### Clasificación general
| \| Clasificación general \| Clasificación general \| Clasificación general \| Clasificación general \| Clasificación general \| \| Ciclista \| Ciclista \| Equipo \| Tiempo \| \| \| --------------------- \| --------------------- \| ---------------------------------- \| --------------------- \| --------------------- \| \| 1.ª \| Annemiek van Vleuten \| Movistar Team \| 3 h 53 min 37 s \| \| \| 2.ª \| Ruth Winder \| Trek-Segafredo \| + 36 s \| \| \| 3.ª \| Tatiana Guderzo \| Alé BTC Ljubljana \| + 1 min 35 s \| \| \| 4.ª \| Sabrina Stultiens \| Liv Racing \| + 1 min 35 s \| \| \| 5.ª \| Évita Muzic \| FDJ-Nouvelle Aquitaine-Futuroscope \| + 1 min 35 s \| \| \| 6.ª \| Brodie Chapman \| FDJ-Nouvelle Aquitaine-Futuroscope \| + 1 min 35 s \| \| \| 7.ª \| Pauliena Rooijakkers \| Liv Racing \| + 1 min 38 s \| \| \| 8.ª \| Audrey Cordon-Ragot \| Trek-Segafredo \| + 1 min 52 s \| \| \| 9.ª \| Erica Magnaldi \| Ceratizit-WNT Pro Cycling \| + 1 min 52 s \| \| \| 10.ª \| Ellen van Dijk \| Trek-Segafredo \| + 1 min 52 s \| \| \| 11.ª \| Jeanne Korevaar \| Liv Racing \| + 2 min 00 s \| \| \| 12.ª \| Janneke Ensing \| Team BikeExchange \| + 2 min 12 s \| \| \| 13.ª \| Eugénie Duval \| FDJ-Nouvelle Aquitaine-Futuroscope \| + 2 min 12 s \| \| \| 14.ª \| Urša Pintar \| Alé BTC Ljubljana \| + 2 min 12 s \| \| \| 15.ª \| Tereza Neumanová \| Centro Mundial de Ciclismo \| + 2 min 53 s \| \| \| 16.ª \| Sarah Roy \| Team BikeExchange \| + 2 min 53 s \| \| \| 17.ª \| Katia Ragusa \| A.R. Monex Women's \| + 2 min 53 s \| \| \| 18.ª \| Marta Jaskulska \| Liv Racing \| + 2 min 53 s \| \| \| 19.ª \| Shirin van Anrooij \| Trek-Segafredo \| + 2 min 53 s \| \| \| 20.ª \| Victorie Guilman \| FDJ-Nouvelle Aquitaine-Futuroscope \| + 2 min 53 s \| \| |                      |                                    |                 |
| |                      |                                    |                 |
| Fuente: ProCyclingStats |                      |                                    |                 |
| Clasificación general |                      |                                    |                 |
| Ciclista | Ciclista             | Equipo                             | Tiempo          |
| 1.ª | Annemiek van Vleuten | Movistar Team                      | 3 h 53 min 37 s |
| 2.ª | Ruth Winder          | Trek-Segafredo                     | + 36 s          |
| 3.ª | Tatiana Guderzo      | Alé BTC Ljubljana                  | + 1 min 35 s    |
| 4.ª | Sabrina Stultiens    | Liv Racing                         | + 1 min 35 s    |
| 5.ª | Évita Muzic          | FDJ-Nouvelle Aquitaine-Futuroscope | + 1 min 35 s    |
| 6.ª | Brodie Chapman       | FDJ-Nouvelle Aquitaine-Futuroscope | + 1 min 35 s    |
| 7.ª | Pauliena Rooijakkers | Liv Racing                         | + 1 min 38 s    |
| 8.ª | Audrey Cordon-Ragot  | Trek-Segafredo                     | + 1 min 52 s    |
| 9.ª | Erica Magnaldi       | Ceratizit-WNT Pro Cycling          | + 1 min 52 s    |
| 10.ª | Ellen van Dijk       | Trek-Segafredo                     | + 1 min 52 s    |
| 11.ª | Jeanne Korevaar      | Liv Racing                         | + 2 min 00 s    |
| 12.ª | Janneke Ensing       | Team BikeExchange                  | + 2 min 12 s    |
| 13.ª | Eugénie Duval        | FDJ-Nouvelle Aquitaine-Futuroscope | + 2 min 12 s    |
| 14.ª | Urša Pintar          | Alé BTC Ljubljana                  | + 2 min 12 s    |
| 15.ª | Tereza Neumanová     | Centro Mundial de Ciclismo         | + 2 min 53 s    |
| 16.ª | Sarah Roy            | Team BikeExchange                  | + 2 min 53 s    |
| 17.ª | Katia Ragusa         | A.R. Monex Women's                 | + 2 min 53 s    |
| 18.ª | Marta Jaskulska      | Liv Racing                         | + 2 min 53 s    |
| 19.ª | Shirin van Anrooij   | Trek-Segafredo                     | + 2 min 53 s    |
| 20.ª | Victorie Guilman     | FDJ-Nouvelle Aquitaine-Futuroscope | + 2 min 53 s    |

## Ciclistas participantes y posiciones finales
Convenciones:
- AB: Abandono
- FLT: Retiro por llegada fuera del límite de tiempo
- NTS: No tomó la salida
- DES: Descalificada o expulsada

## UCI WorldTour Femenino
La Clásica San Sebastián femenina otorgó puntos para el UCI World Ranking Femenino  y el UCI WorldTour Femenino para corredoras de los equipos en las categorías UCI WordTeam Femenino y UCI Women's continental teams. Las siguientes tablas muestran el baremo de puntuación y las 10 corredoras que obtuvieron más puntos:
| Posición   | 1.ª | 2.ª | 3.ª | 4.ª | 5.ª | 6.ª | 7.ª | 8.ª | 9.ª | 10.ª | 11.ª | 12.ª | 13.ª | 14.ª | 15.ª | 16.ª-20.ª | 21.ª-30.ª | 31.ª-40.ª |
| Puntuación | 400 | 320 | 260 | 220 | 180 | 140 | 120 | 100 | 80  | 68   | 56   | 48   | 40   | 32   | 28   | 24        | 16        | 8         |

| Clasificación |                      |                                    |        |
| Posición      | Ciclista             | Equipo                             | Puntos |
| ------------- | -------------------- | ---------------------------------- | ------ |
| 1.ª           | Annemiek van Vleuten | Movistar                           | 400    |
| 2.ª           | Ruth Winder          | Trek-Segafredo                     | 320    |
| 3.ª           | Tatiana Guderzo      | Alé BTC Ljubljana                  | 260    |
| 4.ª           | Sabrina Stultiens    | Liv Racing                         | 220    |
| 5.ª           | Évita Muzic          | FDJ Nouvelle Aquitaine Futuroscope | 180    |
| 6.ª           | Brodie Chapman       | FDJ Nouvelle Aquitaine Futuroscope | 140    |
| 7.ª           | Pauline Rooijakkers  | Liv Racing                         | 120    |
| 8.ª           | Audrey Cordon-Ragot  | Trek-Segafredo                     | 100    |
| 9.ª           | Erica Magnaldi       | Ceratizit-WNT                      | 80     |
| 10.ª          | Ellen van Dijk       | Trek-Segafredo                     | 68     |